# تیپ نیروهای ویژه دریایی اباعبدالله
تیپ نیروهای ویژهٔ دریایی اباعبدالله که به صورت عامیانه نیروهای ویژهٔ دریایی سپاه (مخفف انگلیسی: S.N.S.F) هم نامیده می‌شوند، یکی از یگان‌های زیرمجموعهٔ نیروی دریایی سپاه پاسداران انقلاب اسلامی است که در اواخر سال ۱۳۸۶به دستور فرماندهی کل قوا و به فرماندهی دریادار دوم پاسدار محمد ناظری با هدف حضور در خلیج عدن و ایجاد نیرویی که قدرت برخورد و انهدام داشته باشد، تشکیل شد و در سال ۱۳۹۵ به تیپ ارتقا یافت. پادگان این تیپ در جزیره فارور مستقر است و دریادار دوم پاسدار صادق عمویی فرماندهی آن را بر عهده دارد.

## ویژگی اعضا
افراد این یگان قابلیت مقابله و هجوم از راه دریا، خشکی و هوا را دارند؛ یعنی هر نیرو آموزش‌هایی از قبیل:
- غواصی
- چتربازی
- زندگی در شرایط سخت،
- کار در ارتفاع
- بقا
- انواع تیراندازی
- حفاظت از شناور
- تصرف ساحل
- تسخیر شناور
- رهایی گروگان
- جنگ شهری
- تک تیراندازی
- تخریب را فرا می‌گیرند.

## مأموریت‌ها
در حال حاضر یکی از مأموریت‌های این نیرو حفاظت از کشتی‌های تجاری ایران برای مقابله با دزدی دریایی و ایمن تر شدن آب راه‌های خلیج فارس است.
اما دلیل استفاده از اسامی و القاب به زبان انگلیسی در این گروه (S.N.S.F) به این دلیل است که حضور این افراد و نیروها در فضاها بین‌المللی و آبهای آزاد و رودررویی روزانه با تمامی کشتی‌های ایرانی و خارجی در خلیج فارس تشخیص بر نامگذاری این تیپ به زبان انگلیسی نیز شد. استفاده این نیروها از استانداردهای روز، سلاح‌ها و تجهیزات پیشرفته و همچنین آموزشهای کاملاً به روز باعث متفاوت شدن آنها شده‌است.

## نگارخانه

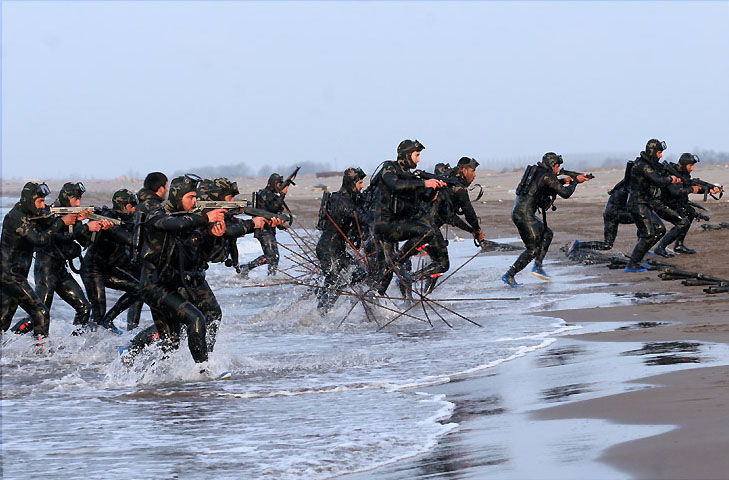